# Petar
Petar je moško osebno ime.

## Izvor imena
Ime Petar je različica moškega osebnega imena Peter.

## Pogostost imena
Po podatkih Statističnega urada Republike Slovenije je bilo na dan 31. decembra 2007 v Sloveniji število moških oseb z imenom Petar: 927. Med vsemi moškimi imeni pa je ime Petar po pogostosti uporabe uvrščeno na 173 mesto.

## Osebni praznik
Osebe z imenom Petar godujejo takrat kot Peter.